# أندي غرير
أندي غرير (بالإنجليزية: Andy Greer)‏ هو مدرب كرة سلة أمريكي، ولد في 6 أغسطس 1962.